# Jean Goudoux
Jean Goudoux (* 23. Juli 1910 in Monceaux-sur-Dordogne; † 15. September 1963 in Brive-la-Gaillarde) war ein französischer Politiker. Von 1945 bis 1958 war er Abgeordneter der Nationalversammlung.
Goudoux arbeitete nach seinem Schulabschluss als Bauarbeiter in Aurillac und trat dort der radikalen Gewerkschaft CGTU bei. Auf beruflichem Weg gelangte er 1929 nach Brive-la-Gardaille, wo er 1938 zum Sekretär der Baugewerkschaft wurde. Ein Jahr später wurde er zum Vorsitzenden des Gewerkschaftsbunds im Département Corrèze.
Seine politische Karriere begann 1933 mit dem Eintritt in die Parti communiste français. 1936 trat er für diese erfolglos bei den Parlamentswahlen an und wurde im selben Jahr zum Vorsitzenden der Kommunisten in Brive-la-Gaillarde gewählt. Mit dem Ausbruch des Zweiten Weltkriegs 1939 wurde er eingezogen. Dem folgte im Dezember desselben Jahres die Verhaftung aufgrund seiner Aktivitäten für die Kommunisten. Er wurde zu fünf Jahren Haft verurteilt und im Januar 1941, nach der Besatzung Frankreichs durch Deutschland, ins algerische Ech Cheliff deportiert. Dort wurde er im Dezember 1943 von den Alliierten Truppen befreit. 1945 wurde er zum Vorsitzenden seiner Partei im Département Corrèze gewählt und konnte im selben Jahr in die verfassungsgebende Nationalversammlung einziehen. Bei den Wahlen zur zweiten verfassungsgebenden Nationalversammlung im Juni 1946 wurde er ebenso wiedergewählt, wie bei den ersten regulären Wahlen im Oktober 1946. Als Abgeordneter wurde er 1951 und 1956 bestätigt. 1958 scheiterte er schließlich an der Wiederwahl und konnte auch 1962 nicht wieder ins Parlament einziehen. Er beschränkte sich fortan auf seine Tätigkeit als Mitglied des Generalrats des Départements Corrèze, dem er seit 1945 angehörte. Ab 1961 war er zudem Leiter der kommunistischen Regionalzeitung Le Travailleur du Corrèze. Goudoux starb 1963 mit 53 Jahren.